# Famille Itzig
La famille Itzig est une famille berlinoise d'origine juive très ramifiée, dont certains membres ont changé le nom en Hitzig après leur conversion au christianisme. La famille a des liens de parenté avec de nombreuses autres familles connues, notamment les familles Mendelssohn et Erman (de).
- Daniel Itzig (1723–1799), commerçant et banquier
  - Isaak Daniel Itzig (de) (1750–1806), banquier et courtisan
  - Elias Daniel Itzig (1755–1818 ; après 1799 : Hitzig) fabricant de cuir et conseiller municipal
    - Julius Eduard Hitzig (1780–1849), éditeur et écrivain
      - Friedrich Hitzig (1811–1881), architecte
        - Eduard Hitzig (1838–1907), neurologue

  - Fanny von Arnstein née Itzig, (1758–1818), salonnière
  - Sara Levy (de) née Itzig, (1761–1854), claveciniste, salonnière et promotrice de la musique classique